# امانوئل داآنا
امانوئل داآنا (انگلیسی: Emanuele D'Anna؛ زادهٔ ۲۳ مهٔ ۱۹۸۲) بازیکن فوتبال اهل ایتالیا است.
از باشگاه‌هایی که در آن بازی کرده‌است می‌توان به باشگاه فوتبال سورنتو کالچو، باشگاه فوتبال آسکولی، باشگاه فوتبال کیه‌وو ورونا، باشگاه فوتبال پیاچنزا، باشگاه فوتبال پیزا، باشگاه فوتبال بنونتو، باشگاه فوتبال آ.ث. میلان، باشگاه فوتبال یووه استابیا، و باشگاه فوتبال اتلتیکو آرتزو اشاره کرد.